# Saskatoon
Saskatoon – miasto w środkowo-zachodniej Kanadzie, największe w prowincji Saskatchewan, położone na preriach kanadyjskich, nad rzeką Saskatchewan Południowy. W 2021 roku liczyło 266 141 mieszkańców, a obszar metropolitalny – 317 480.
Założone w 1883. Prawa miejskie zostały nadane osadzie w 1906 roku.
Język angielski jest językiem ojczystym dla 85,2%, francuski dla 1,5% mieszkańców (2006).
W mieście rozwinął się przemysł spożywczy, chemiczny, metalowy, maszynowy, elektrotechniczny oraz drzewny.

## Sport
- Saskatoon Blades – klub hokejowy
- Mistrzostwa Świata Juniorów w Hokeju na Lodzie 2010/Elita
- Tim Hortons Brier 2012

## Miasta partnerskie
- Czerniowce
- Kabul
- Kitahiroshima
- Kolonia
- Mehdishahr(inne języki)
- Midland
- Oksford
- Shijiazhuang
- Tampere
- Ulsan
- Umeå